# William Martin
William Martin (1696 circa – Twickenham, 17 settembre 1756) è stato un ammiraglio britannico.
Di oscure origini, iniziò la carriera militare durante la guerra di successione spagnola. Fu nominato comandante di diverse navi prestando servizio nelle acque nazionali e nel Mediterraneo durante gli anni di pace, ottenendo il grado di commodoro e la nomina a comandante di una squadriglia poco prima che scoppiasse la guerra di successione austriaca. Durante il conflitto fu agli ordini degli ammiragli della Mediterranean Fleet Nicholas Haddock, Richard Lestock e Thomas Mathews. Quest'ultimo in particolare lo inviò in diverse spedizioni contro i nemici di Maria Teresa d'Austria, alleata della Gran Bretagna, per costringerli ad interrompere le ostilità.
Diverse volte Martin condusse con successo le sue navi nei porti delle nazioni nemiche, minacciando bombardamenti se queste non avessero accolto le richieste britanniche. Tra queste spedizioni, grande scalpore suscitò quella del 1742 contro il Regno di Napoli, che costrinse il re Carlo di Borbone a ritirare il sostegno alle armate spagnole in guerra contro l'Austria.